# Бронислав Геремек
Бронѝслав Герѐмек (на полски: Bronisław Geremek) е полски историк и политик. Професор по средновековна история. Министър на външните работи, депутат в Европейския парламент. Кавалер на Ордена на Белия орел.

## Младост, образование, научна кариера
Бронислав Геремек е роден на 6 март 1932 година във Варшава. През 1954 г. се дипломира в Историческия факултет на Варшавския университет. В периода 1956 – 1958 г. придобива следдипломна квалификация в École Pratique des Hautes Études в Париж. Сферата на научните му интереси е свързана с историята на културата и обществените отношения през Средновековието. През 1960 г. подготвя докторска дисертация, посветена на пазара на труда във френските средновековни занаятчийски сдружения, а през 1972 г. се хабилитира в Полската академия на науките с изследване върху маргиналните социални групи в средновековен Париж. Неговите концепции за отношението към малцинствата и средновековните корени на европейското самосъзнание му донасят международна слава.
Работи в Института по история на Полската академия на науките от 1955 до 1985 г. В периода 1960 – 1965 г. е директор на Центъра за полска култура и преподавател в Сорбоната в Париж. През 1992 г. е гост-професор в Collège de France. Ръководи изследвания в Катедрата за европейска цивилизация към Европейския колегиум в Натолин (Варшава).

## Политическа дейност
От 1950 г. Бронислав Геремек членува в Полската обединена работническа партия. По време на Пражката пролет от 1968 г. напуска официално партията в знак на протест срещу нахлуването на войските на Варшавския договор в Чехословакия. През седемдесетте години активно се включва в демократичната опозиция. Той е сред основателите на Дружеството за научни курсове, чиято цел е да се отхвърли комунистическата цензура при изучаването на съвременна история.
През 1980 г. е сред водещите интелектуалци, които подкрепят стачните действия в Гданск. Става един от главните съветници в новосформирания профсъюз Солидарност и близък сътрудник на Лех Валенса. При обявяването на военното положение през 1981 г. е изселен, а през 1983 г. е арестуван по заповед на комунистическите власти. В периода 1987 – 1989 г. е председател на Комисията за политически реформи към Гражданския комитет, която изготвя концепцията за мирни политически промени в Полша. Участва активно в преговорите на Кръглата маса през 1989 г.
Като депутат в полския Сейм участва в Комисията по външните работи (1989 – 1997) и в Конституционната комисия (1989 – 1991) и председателства Комисията по Европейско право (2000 – 2001). Подкрепя активно членството на Полша в НАТО и Европейския съюз. В периода 1997 – 2000 е министър на външните работи. Една година е председател на Организацията за сигурност и сътрудничество в Европа. През 2004 г. е избран за депутат в Европейския парламент.
Бронислав Геремек загива при автомобилна катастрофа на път за Брюксел, където трябва да участва в заседание на Европарламента. Погребан е в Алеята на заслужилите на военното гробище „Повонзки“ във Варшава на 21 юли 2008 година.